# 풍티찐
풍티찐(베트남어: Phùng Thị Chính)은 서기 43년 쯩 자매와 함께 후한을 상대로 맞서 싸운 베트남 귀족 여성이다. 반란 당시 그녀는 임신 중이었고 중앙 측면 방어를 담당하고 있었다. 전설에 따르면 그녀는 최전선에서 아기를 낳고 한 팔에는 갓난아기를, 다른 팔에는 검을 안고 적의 대열을 열기 위해 싸웠다고 한다.